# M252迫擊砲
M252迫擊砲81毫米中型迫击炮是英国设计的滑膛、炮口装填、大射角武器，用于增强整个营区前线的轻步兵、空中突击和空降部队进行远程间接火力支援的影响力。在美国陆军和美国海军陆战队中，它通常部署在步兵营的迫击炮排中

## 設計

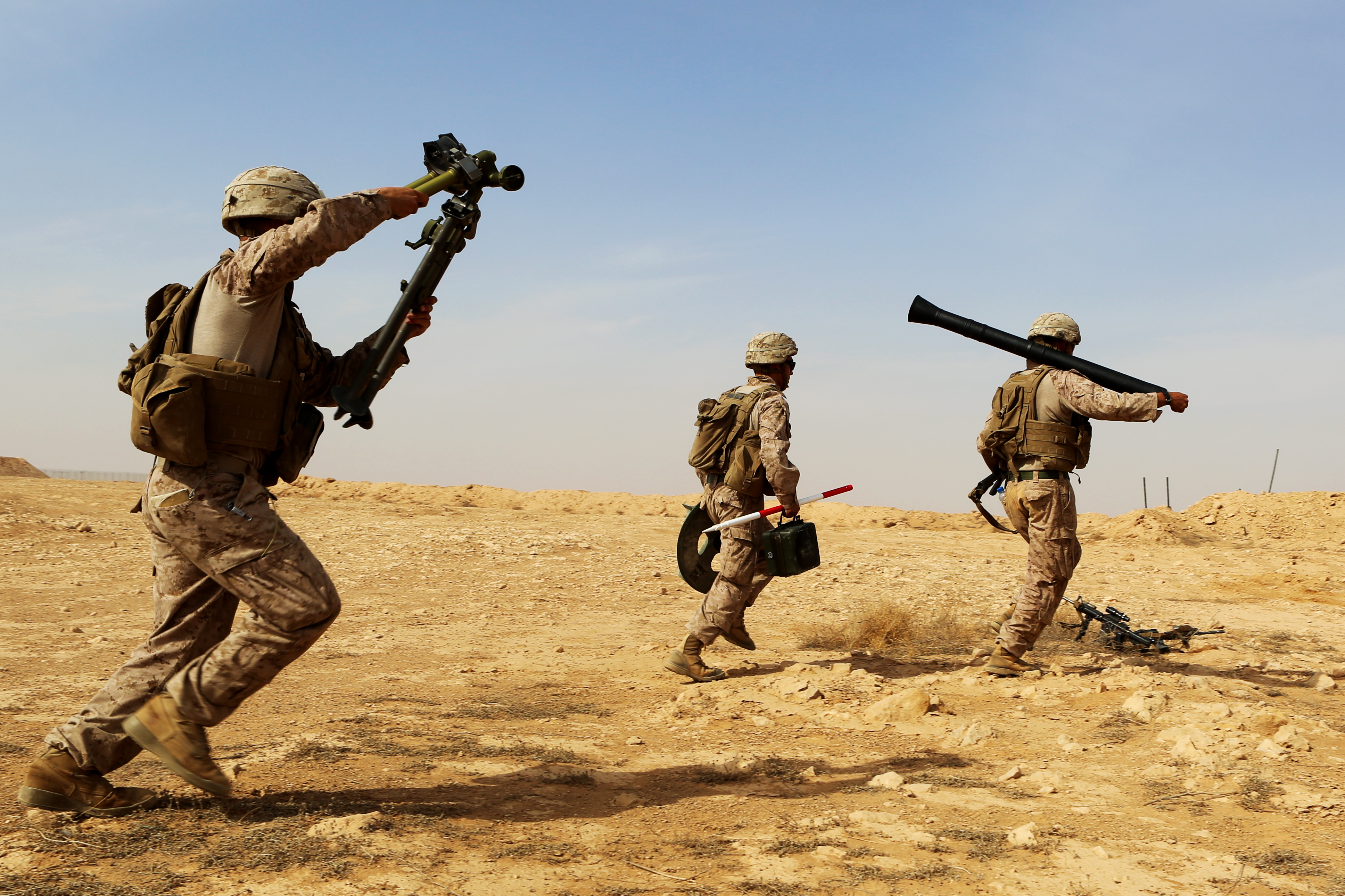
迫擊砲小組攜行M252A2系統的各部件（從左至右：砲架、底板與瞄準具、砲管）

M252系統全裝配重91磅（41），由M253砲管（35磅（16））、M177砲架（27磅（12））、M3A1底板（29磅（13））以及M64A1瞄準裝置（2.5磅（1.1））組成。 砲架包括底板與雙腳架，後者配有螺旋式升降與橫向調整機構，以便升降或轉向迫擊砲。M64A1瞄準裝置（也用於M224）安裝於雙腳架上。M252為一款依靠重力發射的滑膛炮系統。武器的槍口裝有爆炸衰減裝置（Blast Attenuation Device, BAD），以降低爆炸對砲組人員的影響。為提升冷卻效率，砲尾端設有散熱鰭片；但有第一線使用者指出，其實際冷卻效果有限。 此砲亦具備可由砲組拆卸的砲尾塞與擊針。
M252發射的高爆彈重約10磅（4.5），其有效殺傷半徑約為115英尺（35米）。
2017年，美國海軍陸戰隊透露正在為81毫米迫擊砲開發精確導引彈藥，類似於為120毫米遠征火力支援系統所進行的相關研究，但改為適用於單兵攜行系統。

## 历史
M252是英國1950年代開發的81毫米L16A2迫擊砲的改良型。 它於 1987 年開始在美國陸軍服役，取代了先前的 81 毫米 M29 迫擊砲。它的採用是因為射程更遠（從 4,500 公尺到 5,650 公尺）和殺傷力增強。在美国，它是由沃特夫利特兵工厂生产的。

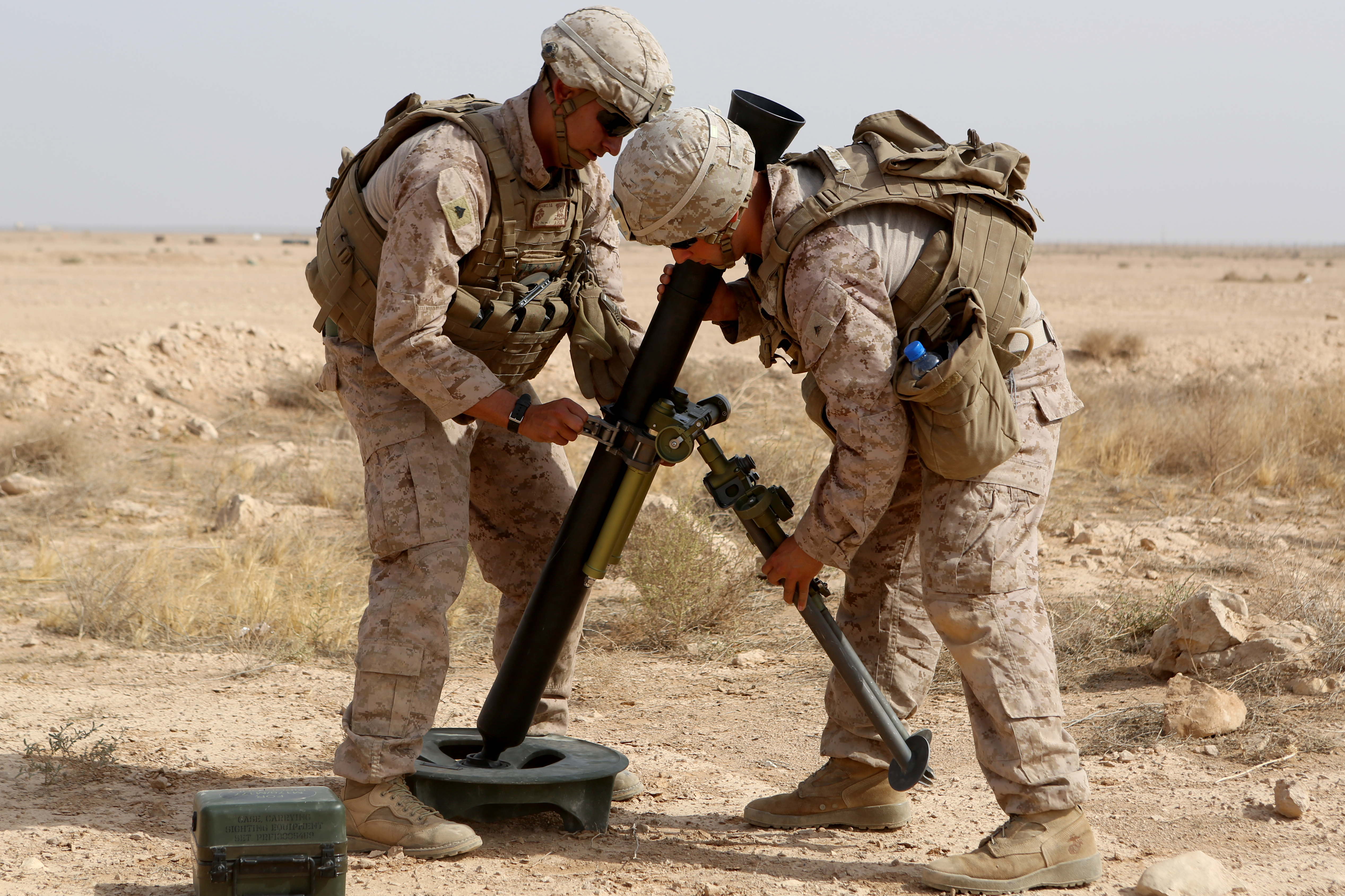
較輕量化的M252A2版本

M252A1是輕量級版本，於2014 年12 月首次投入使用。透過使用鋁、鈦和凱夫拉尼龍等輕質材料，總重量減少了12 磅（5.4 公斤），降至79 磅（36公斤）。M252A1的内部齿轮无需润滑，因此所需的维护也较少。M252A1计划于2016 年取代M252。 2016 年 11 月，沃特弗利特兵工厂收到一份生产两脚架的合同，该两脚架具有“A”形两脚架框架，交付将于 2020 年 3 月完成作为同一计划的一部分，还开发了M224 60毫米迫击炮的轻型版本 M224A1。 海军陆战队开发了改进的M252A2版本，重量约为8.16 比原来的重量减轻了 1 千克（18 磅），并采用了 4 倍放大瞄准器和新的冷却系统。 

## 作業

### 全体人员
M252 由五名士兵组成：班长、炮手、副炮手、第一弹药手和第二弹药手。
1. 班長直接站在迫擊砲後面，可以指揮和控制他們的班。 除了對所有小隊活動進行整體監督外，他們還監督武器的安置、放置和射擊。
2. 砲手站在迫擊砲的左側，操縱瞄準器、橫移手輪和升降手輪。根据射击诸元对瞄准器做适当调整，並放置迫擊砲以進行方向角和仰角的偏轉。 透過移動兩腳架組件來產生大的偏轉，並在射擊過程中保持炮身水平。
3. 副砲手站在迫擊砲右側，面對砲管，準備裝填。 除了裝填之外，還會在發射 10 發炮弹或每次射擊任務後擦拭炮管内部。他是實際發射武器的人。
4. 第一個彈藥手站在迫擊砲的右後方。 他們的職責是準備彈藥（裝藥裝置、引信等）並將其傳遞給副砲手。
5. 第二個彈藥手站在迫擊砲的右後方，在第一個彈藥手後面。 除了與每次射擊任務相對應的數據外，他們還維護並保存彈藥記錄。 他們的雙重記錄包括射擊數據、類型和發射子彈數量的書面表格，以及從每發子彈中拉出的安全銷，為表格的準確性提供物理證據。 此外，他們也為迫擊砲陣地提供當地安全保障。

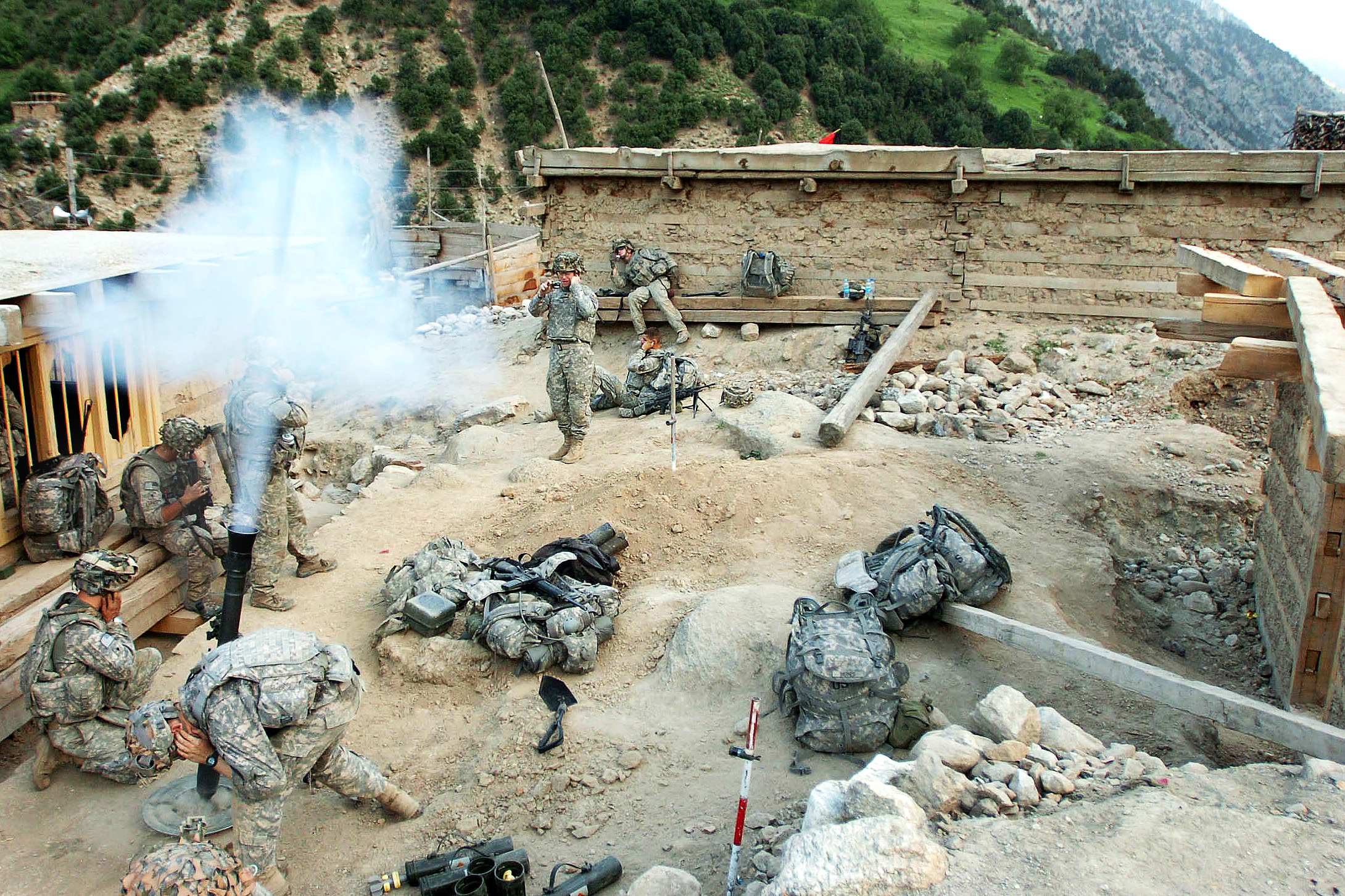
2009年，M252迫擊砲和機組人員在阿富汗
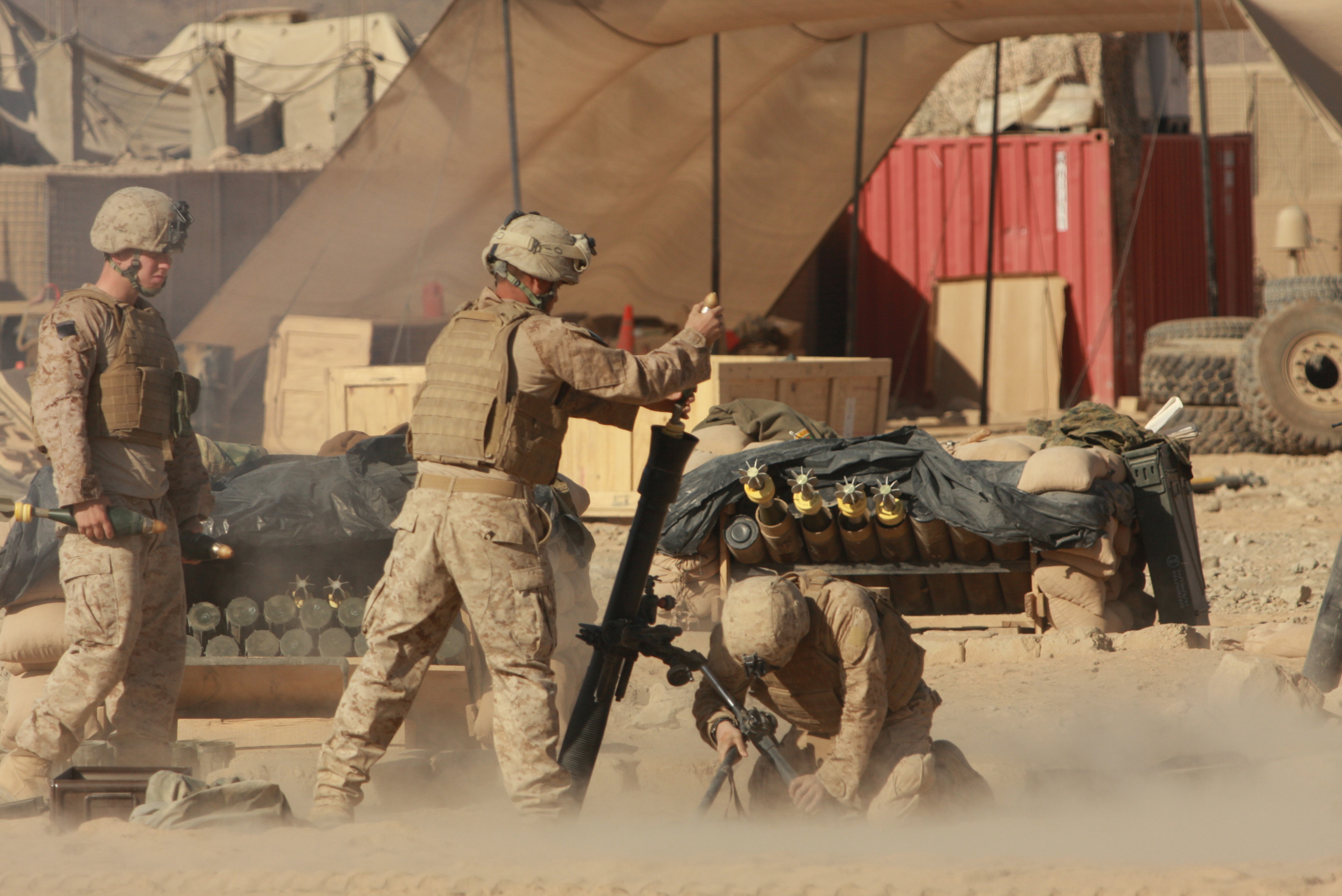
2008年，在阿富汗的M252迫擊砲人員和彈藥
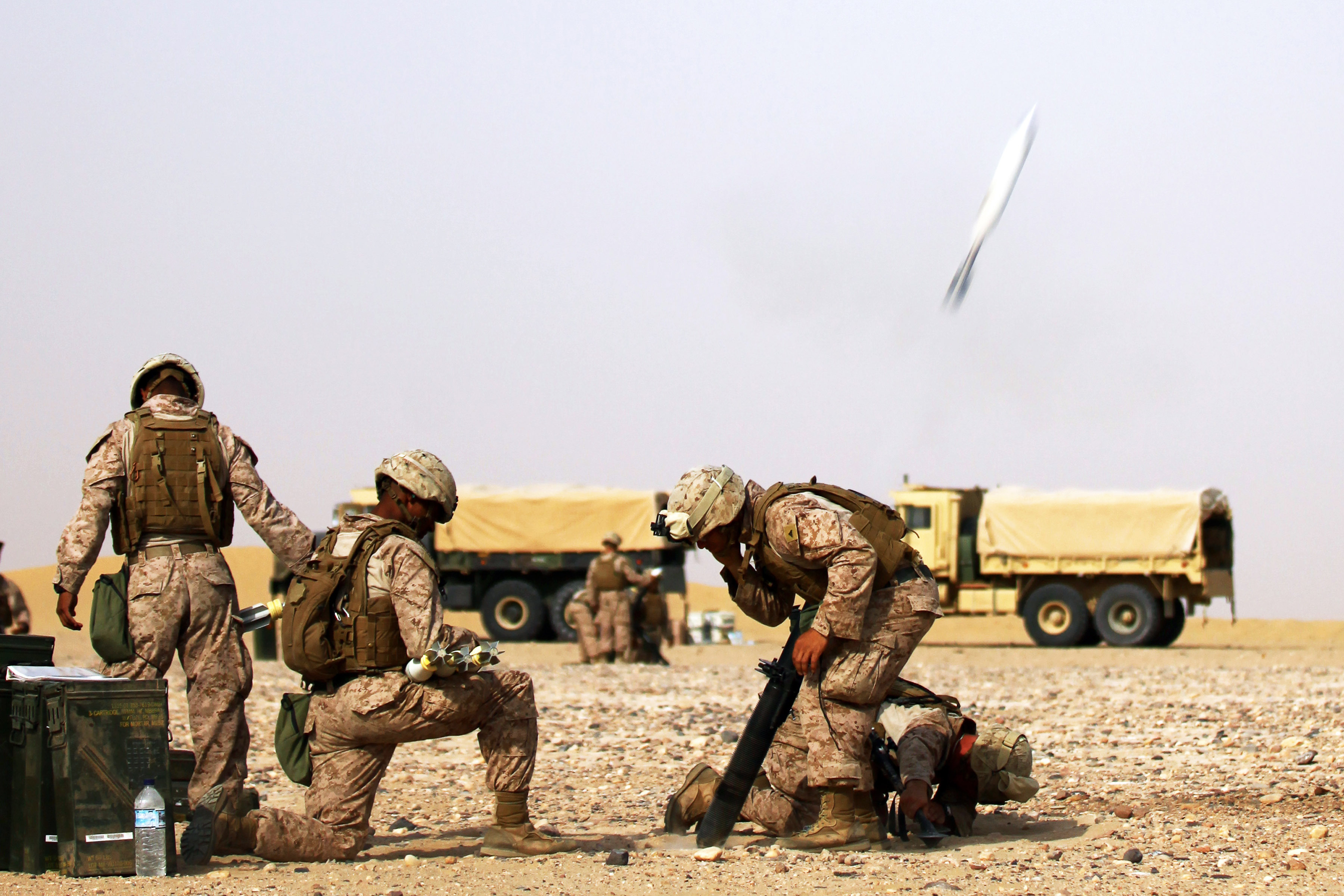
2012 年，科威特烏代裡靶場，海軍陸戰隊在實彈訓練中發射 M-252 81 毫米迫擊砲
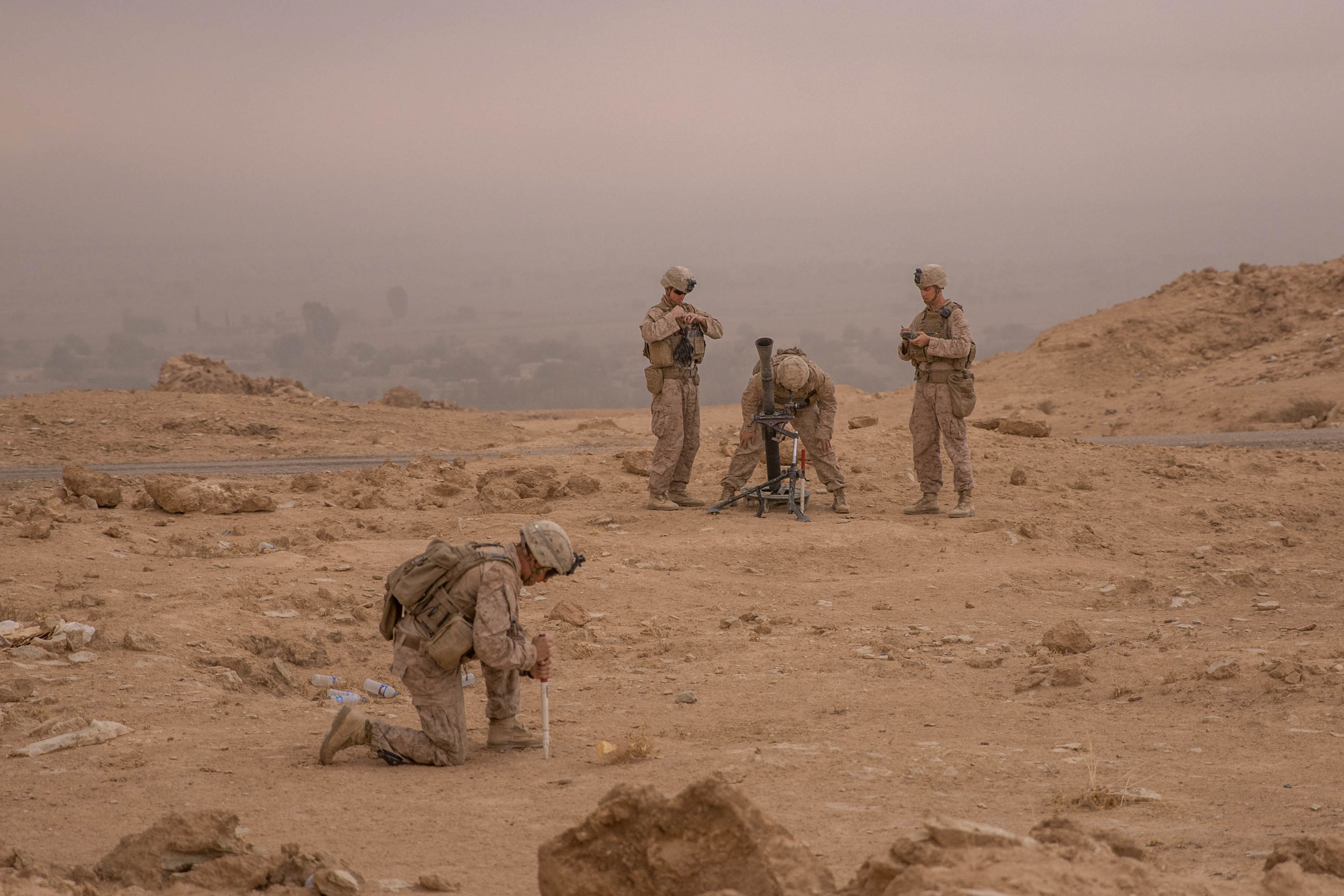
2018 年 10 月 11 日，海軍陸戰隊 M252 迫擊砲兵部署在敘利亞幼發拉底河流域中部懸崖邊

### 彈藥类型

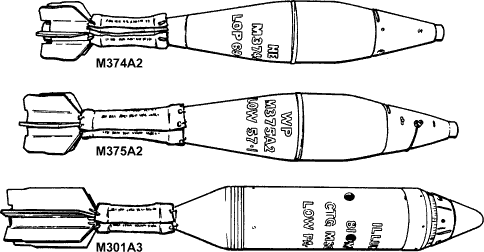
三枚 81 毫米 M29 迫击炮弹：M374A2（高爆弹）、M375A2（白磷弹）和 M301A3（照明弹）。

虽然 M252 确实发射武器专用系列弹药，但它也可以从M29 迫击炮发射子弹（不过只能在装药 3 或以下）。 M252 迫击炮可以发射以下主要类别的训练弹药和军用弹药： 
- 高爆炸药 (HE) ：型号 M821、M821A1、M889、M889A1、M372 系列和 M362。用于对付人员和轻型物资目标。
  - 先进能力增程迫击炮（ACERM）：开发型制导弹药，增加了机翼、控制翼、GPS 导航、激光导引头和增强型弹头；将精度提高到一米以内，范围可达20 km（12 mi）五分钟内。 [10]
- 烟雾弹：型号 M819 和 M375 系列。用作掩护、信号或标记弹药。 [11]
- 照明 (ILLUM)：型号 M853A1 和 M301 系列。用于需要照明以辅助观察的夜间任务。
  - 非致命间接射击弹药：基于 M853A1 的开发弹药，可发射闪光弹子弹药以暂时迷惑人们。 [12] [13]
- 训练练习 (TP)：名称 M880、M879、M68 和木底板。用于有限区域的训练。
- 红外照明 (IR)：产生只能通过使用夜视设备才能看到的不可见光的炮弹。

### 引信
M224 弹药有两种引信类型：多选引信 ( M734 ) 和点引爆引信 (M935)。 M734用于 M720 HE 弹，可设置为邻近爆炸、近地表爆炸、冲击爆炸或延迟爆炸模式。

### 推进方式

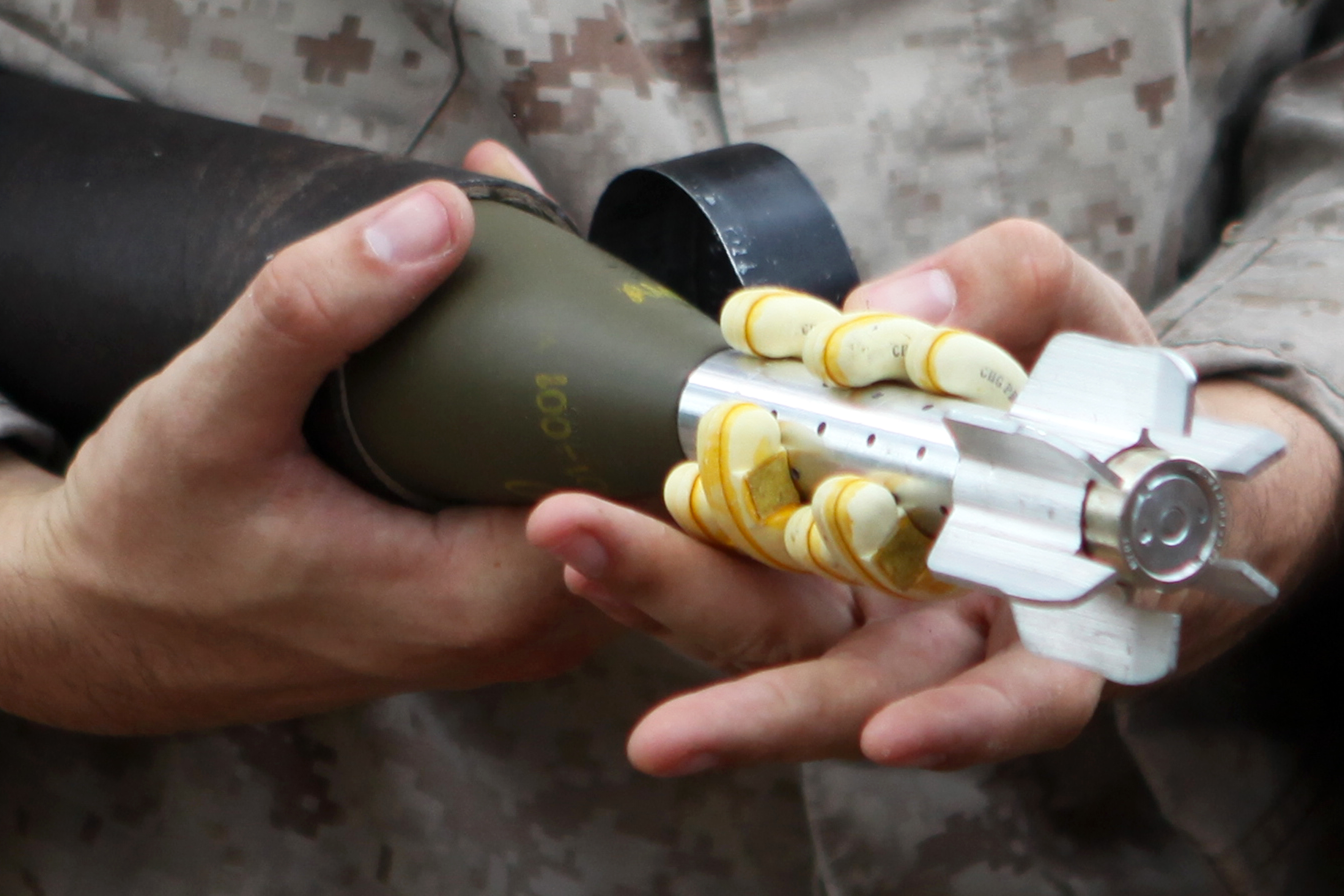
一枚挂载了四枚推进剂的迫击炮弹

迫击炮的射程由连接到炮弹尾部（型号为M223）的推进剂装药数量决定。这种装药是由硝化纤维制成的半圆形环状物，形状类似于“马蹄”。M252迫击炮的每发炮弹配有四个这样的推进剂。对于更远距离的射击，需要比炮弹尾部容纳的装药更多的推进剂，因此需要使用额外的外部装药。
当确定了目标距离时，迫击炮组成员会通过移除弹药上的马蹄形装药来调整推进剂的量。随后，迫击炮组长会核对装药数量，然后副炮手将炮弹从炮管口投入炮管。炮弹在重力作用下加速沿炮管的光滑膛线下滑，直到炮弹尾部的尾杆基部的底火撞击到迫击炮尾部组件的击发针。底火爆炸，点燃尾翼中的装药，并进一步点燃炮弹上的马蹄形装药。装药燃烧释放出高温膨胀气体，这些气体推动炮弹，同时通过炮弹上的密封环封住气体，使其保持在炮弹后方。膨胀气体的压力加速炮弹，直到炮弹从炮管末端射出。

## 使用國

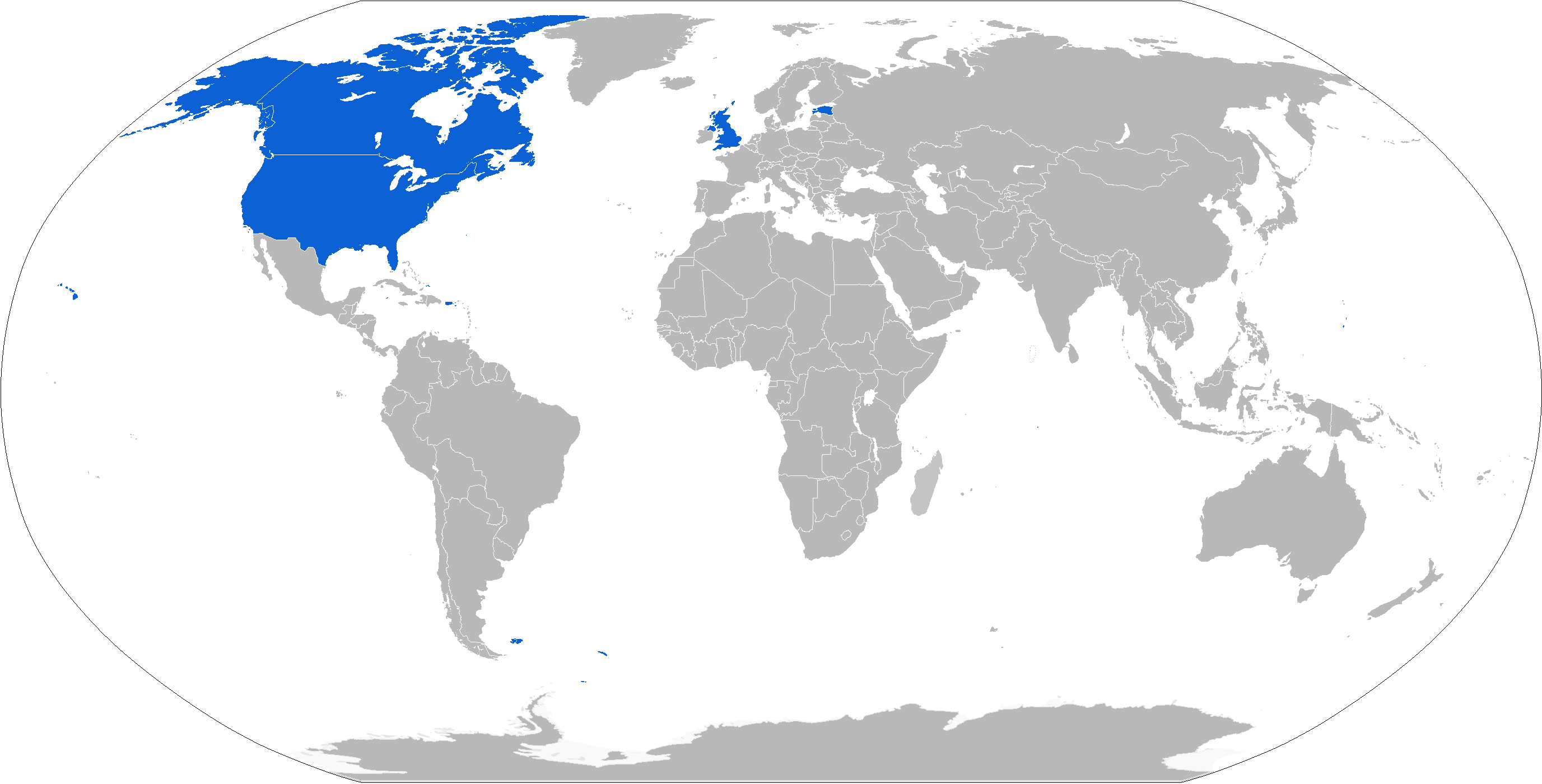
蓝色部分为使用或曾使用过M252迫击炮的国家。

### 現役使用國
- 爱沙尼亚
- 伊拉克[14]
- 美国
- (M252A1)[15]